# ペドロ・ヌネシュ

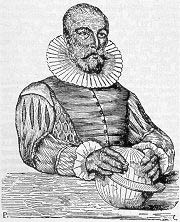
ペドロ・ヌネシュ

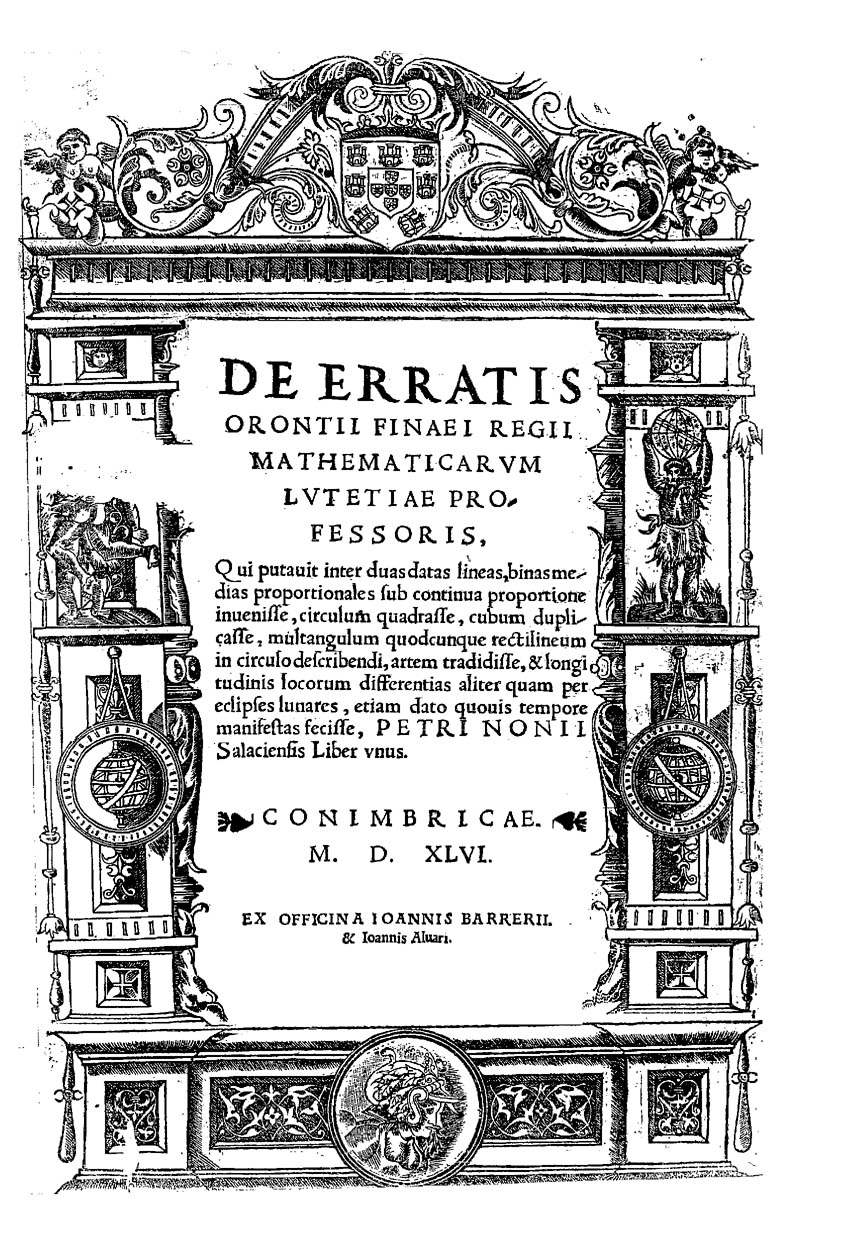
De erratis Orontii Finaei, 1546

ペドロ・ヌネシュ（Pedro Nunes、ラテン語表記 Petrus Nonius（ペトルス・ノニウス）、1502年 - 1578年8月11日）はポルトガルの数学者である。ユダヤ教徒を先祖にもつキリスト教改宗者の家に生まれたと思われる。
16世紀の最も偉大な数学者の一人でポルトガルの大航海時代に重要であった航海技術への貢献で知られる。等角航法の最初の提案者であり、測定器を発明し、その中には彼のラテン名で呼ばれるノニウス（ノギスの名の由来になった）が含まれる。
アルカセル・ド・サルで生まれた。サラマンカの大学、リスボンの大学で学び、1525年に医学の学位を得た。16世紀当時の医術は占星術も使うことがあったので、ヌネシュは天文学と数学も学んだ。医学の研究も続けたが、リスボンの大学で倫理学、哲学、論理学、形而上学の教授の地位をえた。1537年に大学がコインブラに移ると、コインブラに再建された大学で数学を1562年まで教えた。当時ポルトガルの富の源泉である貿易のための航海術の重要性が高まり、数学の教授職は1544年に独立したものになった。教授職のほかに1529年に王室地理学者になり、1547年から没するまで王室地理学者の長を務めた。コインブラの大学の時代、ポルトガルを訪れたクリストファー・クラヴィウスがヌネシュの講義に参加し、ヌネシュに影響されたこともありえる。
ヌネシュの多くの業績は航海術に関するもので、一定の方角で進む船舶が地球上の2点を結ぶ最短距離である大圏コースを進むことにならないことを理解した最初の一人である。しかしながら大圏コースを進むためには常に方向を変えて進まなければならず、子午線に対して一定の角度で進む等角航法を提案した。航海における船舶の位置の測定の精度をあげるためにアストロラーベに副尺をつけた。これはノニウスと呼ばれ、後にフランスの数学者ピエール・ヴェルニエによって現在の形に完成された。
1961年からポルトガルで発行されていた100エスクード紙幣に肖像が印刷されていた。